# Murliganj
Murliganj è una città dell'India di 22.921 abitanti, situata nel distretto di Madhepura, nello stato federato del Bihar. In base al numero di abitanti la città rientra nella classe III (da 20.000 a 49.999 persone).

## Geografia fisica
La città è situata a 25° 53' 60 N e 86° 58' 60 E e ha un'altitudine di 51 m s.l.m..

## Società

### Evoluzione demografica
Al censimento del 2001 la popolazione di Murliganj assommava a 22.921 persone, delle quali 12.176 maschi e 10.745 femmine. I bambini di età inferiore o uguale ai sei anni assommavano a 4.247, dei quali 2.162 maschi e 2.085 femmine. Infine, coloro che erano in grado di saper almeno leggere e scrivere erano 10.417, dei quali 6.485 maschi e 3.932 femmine.